# Hipervelocidade

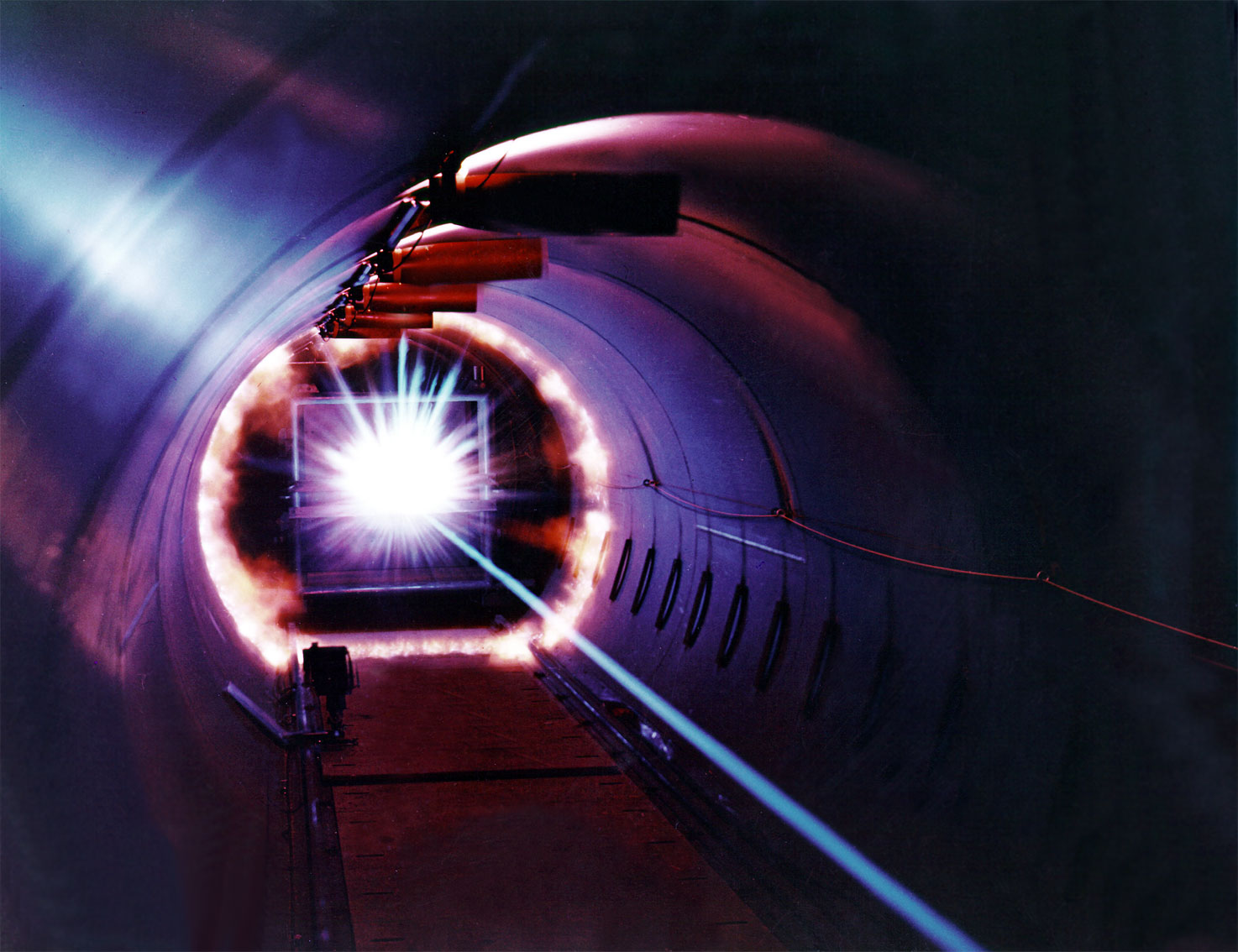
O "flash de energia" de um impacto de hipervelocidade durante uma simulação de laboratório do que acontece quando um pedaço de detritos orbitais atinge uma espaçonave em órbita

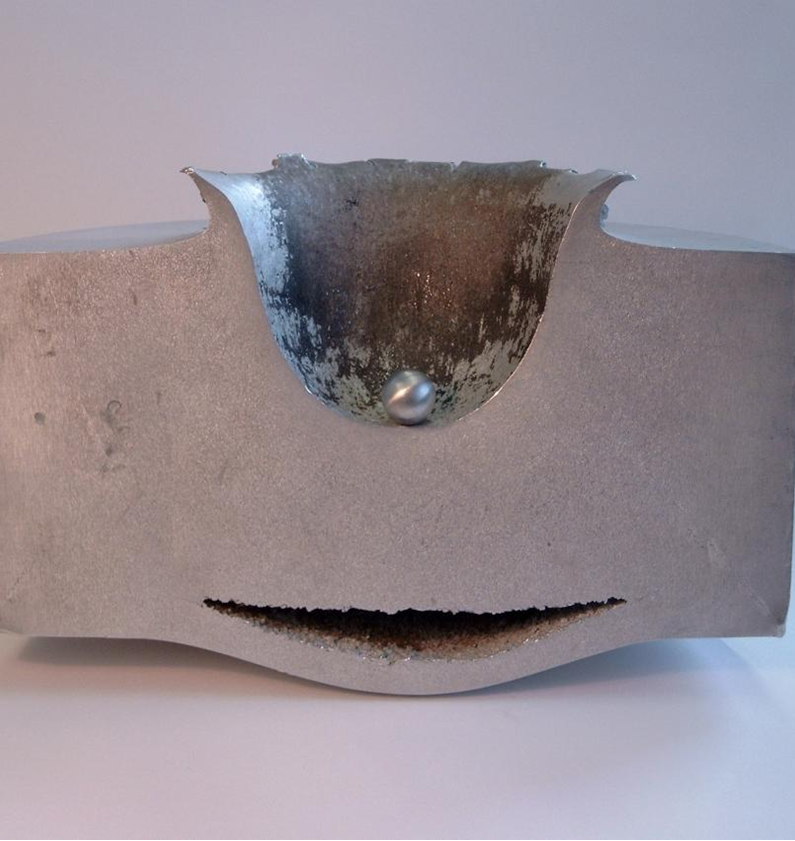
Impacto da hipervelocidade

O termo hipervelocidade é uma velocidade muito alta, aproximadamente acima de 3 000 metros por segundo (6 700 mph, 11 000 km/h, 10 000 pés/s ou Mach 8.8). Em particular, a hipervelocidade é a velocidade tão alta que a resistência dos materiais no impacto é muito pequena em comparação com as tensões inerciais. Assim, metais e fluidos se comportam da mesma forma sob impacto de hipervelocidade. A hipervelocidade extrema resulta na vaporização do impactador e do alvo. Para metais estruturais, a hipervelocidade é geralmente considerada superior a 2 500 m/s (5 600 mph, 9 000 km/h, 8 200 pés/s ou Mach 7.3). Crateras de meteorito também são exemplos de impactos de hipervelocidade.

## Visão geral
"Hipervelocidade" refere-se a velocidades na faixa de alguns quilômetros por segundo a algumas dezenas de quilômetros por segundo. Isso é especialmente relevante no campo da exploração espacial e uso militar do espaço, onde impactos de hipervelocidade (por exemplo, por detritos espaciais ou um projétil de ataque) podem resultar em qualquer coisa, desde a degradação de componentes menores até a destruição completa de uma espaçonave ou míssil. O impactador, assim como a superfície que atinge, pode sofrer liquefação temporária. O processo de impacto pode gerar descargas de plasma, que podem interferir na eletrônica da espaçonave.
A hipervelocidade geralmente ocorre durante chuvas de meteoros e reentradas no espaço profundo, como realizado durante os programas Zond, Apollo e Luna. Dada a imprevisibilidade intrínseca do tempo e das trajetórias dos meteoros, as cápsulas espaciais são as principais oportunidades de coleta de dados para o estudo de materiais de proteção térmica na hipervelocidade (neste contexto, a hipervelocidade é definida como maior do que a velocidade de escape). Dada a raridade de tais oportunidades de observação desde a década de 1970, o Genesis e Stardust Sample Return Capsule (SRC) reentrada, bem como a recente Hayabusa. A reentrada do SRC gerou campanhas de observação, principalmente no Ames Research Center da NASA.
As colisões de hipervelocidade podem ser estudadas examinando os resultados de colisões que ocorrem naturalmente (entre micrometeoritos e espaçonaves, ou entre meteoritos e corpos planetários), ou podem ser realizadas em laboratórios. Atualmente, a principal ferramenta para experimentos de laboratório é uma arma de gás leve, mas alguns experimentos usaram motores lineares para acelerar projéteis até a hipervelocidade. As propriedades dos metais sob hipervelocidade foram integradas com armas, como penetrador formado de forma explosiva. A vaporização após o impacto e a liquefação das superfícies permitem que projéteis de metal formados sob forças de hipervelocidade penetrem na blindagem do veículo melhor do que as balas convencionais.
A NASA estuda os efeitos de detritos orbitais simulados no Laboratório de Teste de Hipervelocidade Remota da White Sands Test Facility (RHTL). Objetos menores que uma bola de softball não podem ser detectados no radar. Isso levou os projetistas de espaçonaves a desenvolver escudos para proteger a espaçonave de colisões inevitáveis. No RHTL, os impactos de micrometeoróides e detritos orbitais (MMOD) são simulados nos componentes e escudos da espaçonave, permitindo que os projetistas testem as ameaças representadas pelo crescente ambiente de detritos orbitais e desenvolvam a tecnologia de escudo para ficar um passo à frente. Na RHTL, quatro canhões de gás leve de dois estágios propelem projéteis de 0,05 mm a 22,2 mm de diâmetro a velocidades de até 8,5 km/s.

## Eventos de reentrada de hipervelocidade
| Encontro              | Evento       | Velocidade (km/s) | Notas                                                                                    |
| --------------------- | ------------ | ----------------- | ---------------------------------------------------------------------------------------- |
| 8 de setembro de 2004 | Genesis SRC  | 11,04             | Caiu                                                                                     |
| 15 de janeiro de 2006 | Stardust SRC | 12,79             | A reentrada artificial mais rápida já registrada (pouso bem-sucedido)                    |
| 13 de junho de 2010   | Hayabusa SRC | 12,2              | Liderando a espaçonave principal Hayabusa por 6 500 pés (2 000 m) (reentrada destrutiva) |

## Outras definições de hipervelocidade
De acordo com o Exército dos Estados Unidos, hipervelocidade também pode se referir à velocidade da boca de um sistema de arma, com a definição exata dependendo da arma em questão. Ao discutir armas pequenas, uma velocidade do cano de 5 000 pés/s (1 524 m/s) ou maior é considerada hipervelocidade, enquanto que para os canhões de tanque a velocidade do cano deve atingir ou exceder 3 350 pés/s (1 021,08 m/s) para ser considerada hipervelocidade, e o limite para os canhões de artilharia é 3 500 pés/s (1 066,8 m/s).